# روبرت والد
روبرت والد (بالإنجليزية: Robert Wald)‏ هو مهندس ومهندس الصوت أمريكي، ولد في 5 سبتمبر 1948 في لوس أنجلوس في الولايات المتحدة.

## وصلات خارجية
- روبرت والد على موقع IMDb (الإنجليزية)